# Бостонський університет
Бостонський університет (англ. Boston University, BU) — приватний університет, розташований в Бостоні, штат Массачусетс, США. Заснований 1839 року.
Четвертий за розмірами університет в країні: тут навчаються понад 30 тис. студентів і працює до 4 тис. вчених та викладачів. Університет пропонує навчання за докторськими, магістерськими і бакалаврськими програмами у 18 школах та коледжах.
Студенти Бостонського університету мешкають у двох міських кампусах, розташованих на березі річки Чарльз.

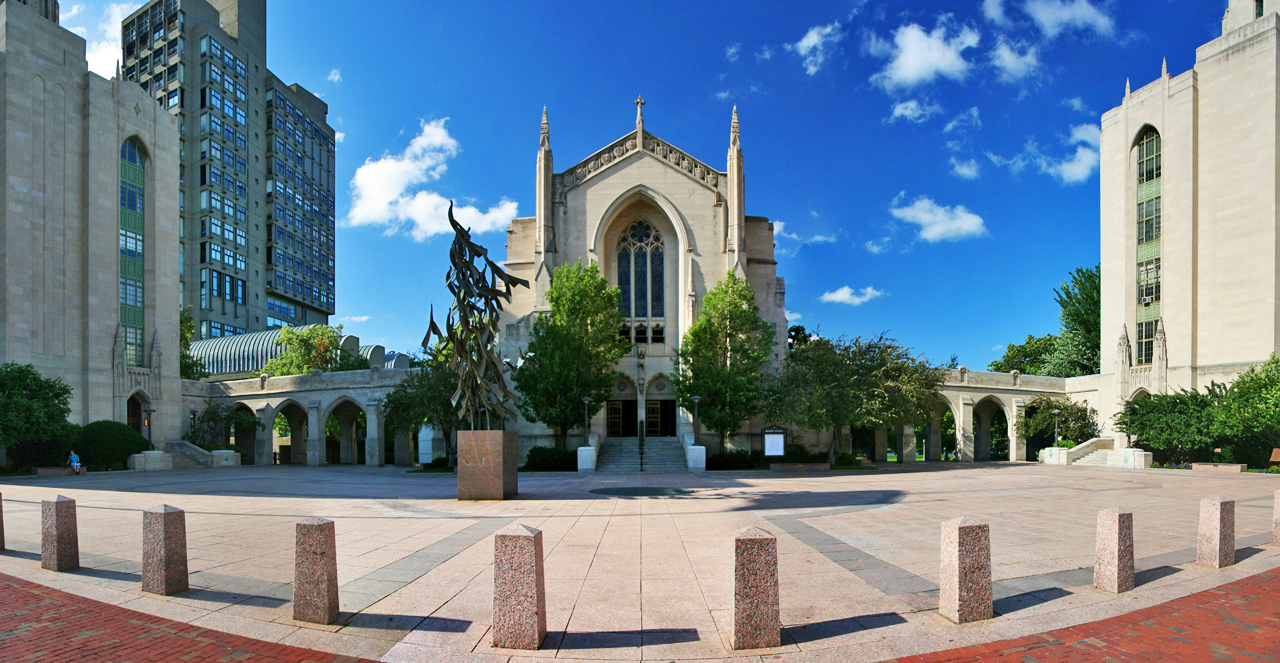
Марш Плаза та навколишні будови в кампусі на річці Чарльз

## Структура

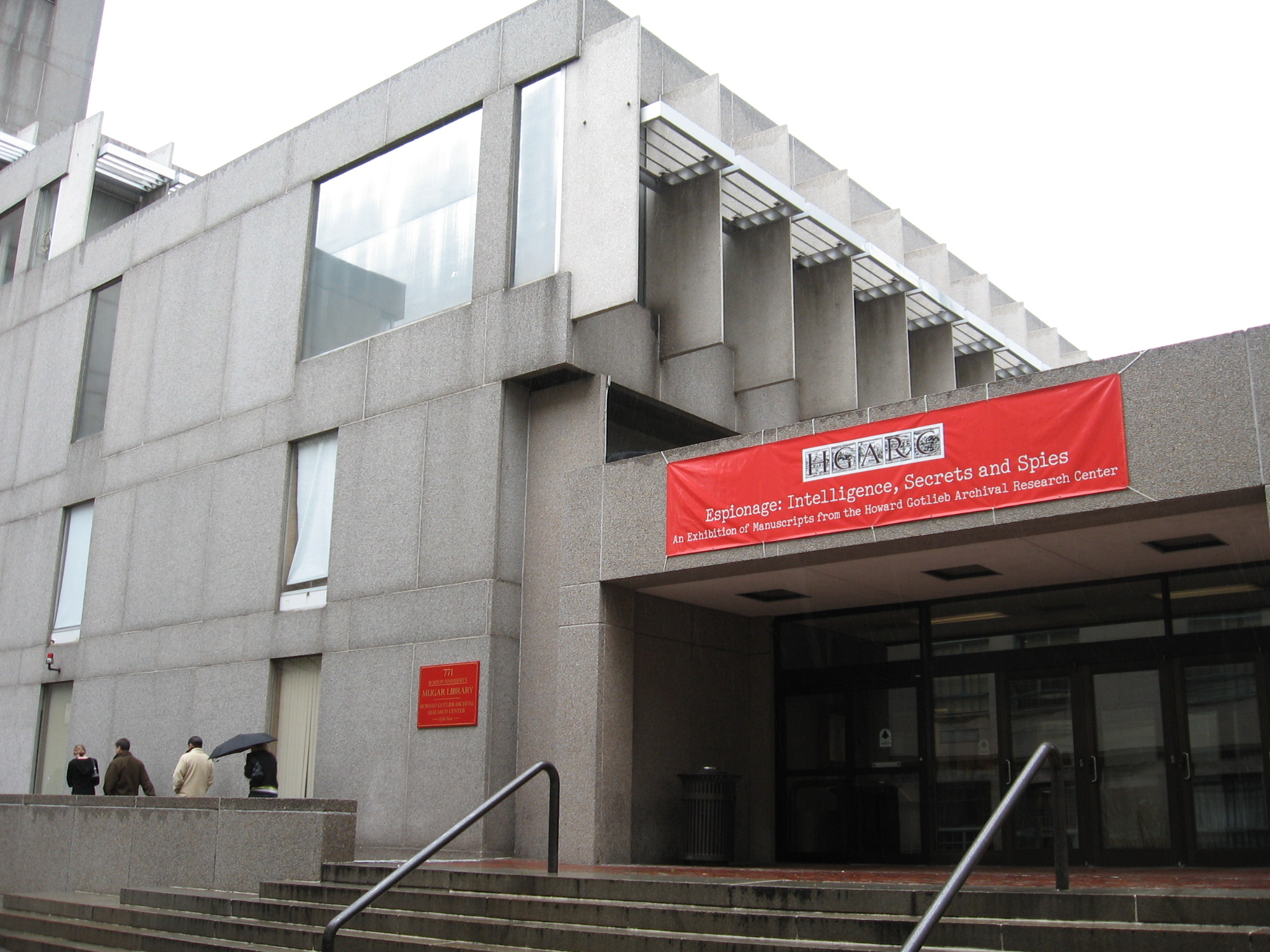
Університетська бібліотека імені Стефена Мугара

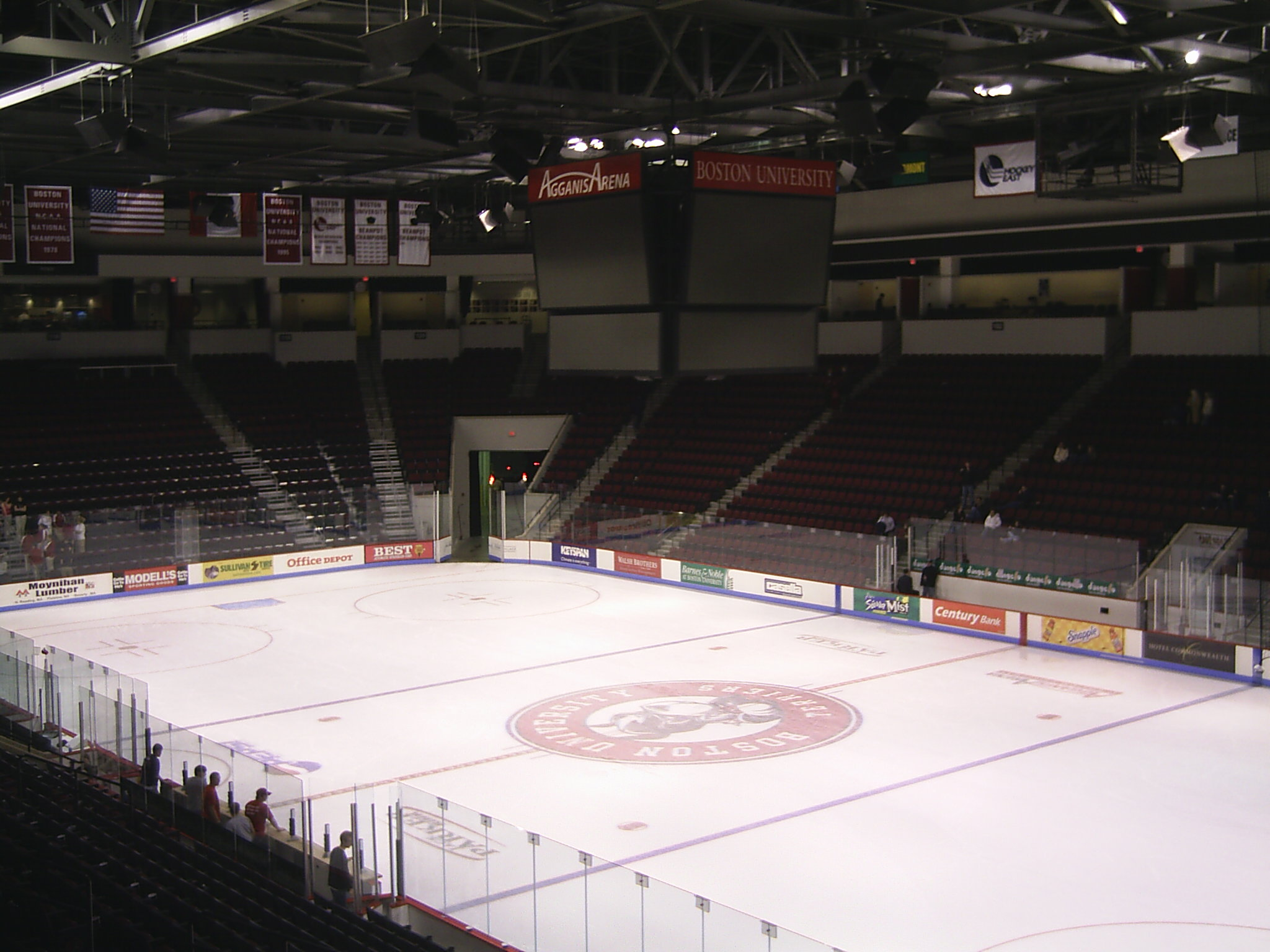
«Агганіс Арена», на льоду якої виступає хокейна команда університету

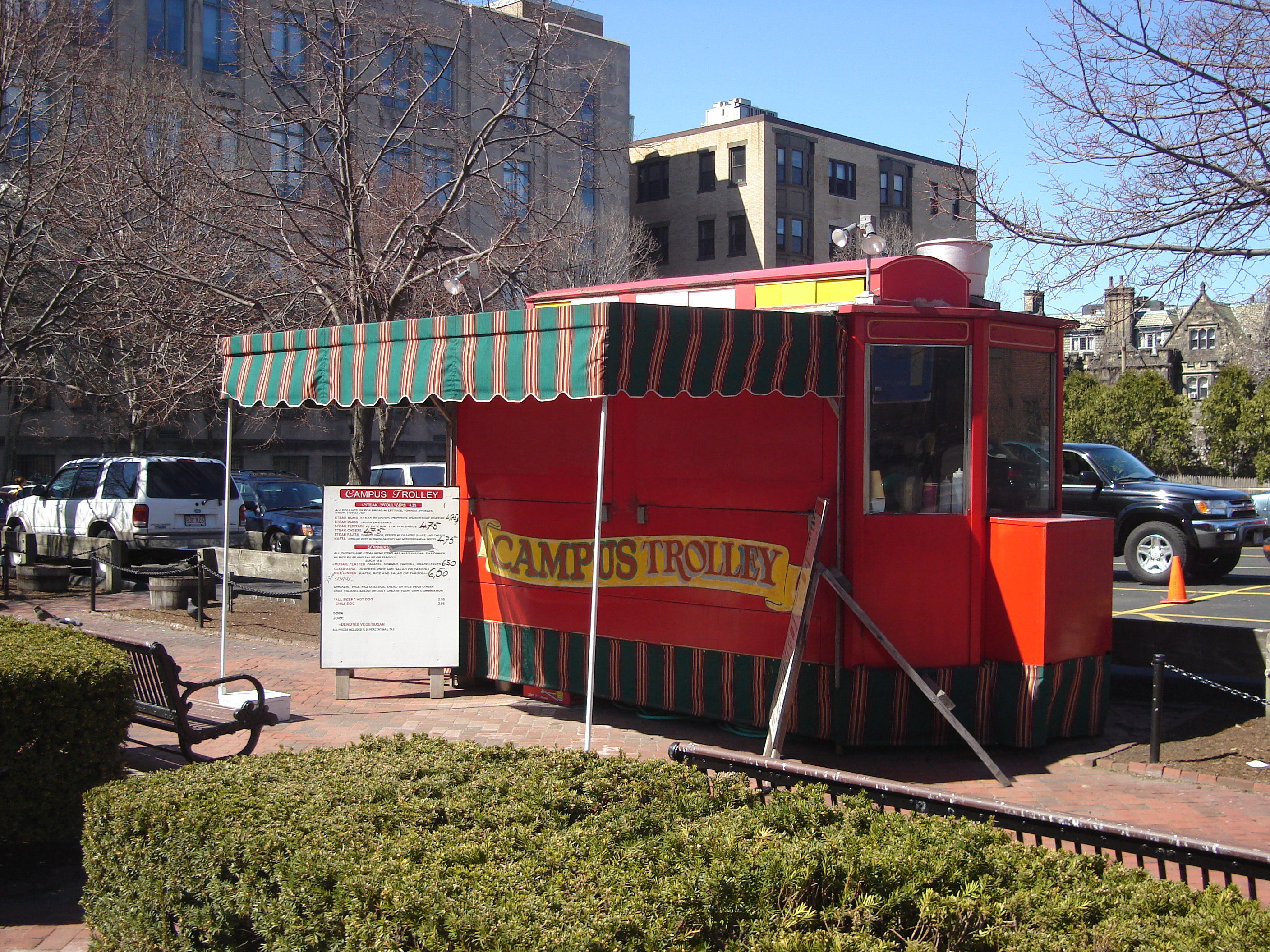
Пересувний кіоск з обідами для студентів

### Коледжі та школи
- Коледж витончених мистецтв
- Коледж мистецтв та наук
  - Вища школа мистецтв та наук
- Коледж масових комунікацій
- Технологічний коледж
- Коледж загальної освіти
- Відділення додаткової освіти
- Коледж охорони здоров'я та реабілітаційних наук
- Школа адміністрування охорони здоров'я
- Педагогічна школа
- Школа права
- Школа менеджменту
- Метрополітен-коледж
- Школа соціальної праці
- Школа теології
- Школа медицини
- Голдменська стоматологічна школа
- Школа громадської охорони здоров'я

## Вартість навчання
Сьогодні заочне навчання коштує 34 930 доларів на рік, при цьому, якщо студент мешкатиме в гуртожитку і відвідуватиме заняття, то вартість зросте до 45 880 доларів. Для тих, хто мешкає в кампусі, ця сума складе 47 958 доларів.

## Спорт
Бостонський університет має багато майданчиків для заняття такими видами спорту як хокей, футбол, гольф, теніс, софтбол, крикет, плавання.

## Знамениті випускники та викладачі
- Мартін Лютер Кінг(STH PhD 1955) — американський проповідник і лідер руху за громадянські права. Лауреат Нобелівської премії миру
- Оскар Аріас (відвідував) — президент Коста-Рики, лауреат Нобелівської премії миру
- Ешлі Вільямс(BA '01) — американська актриса
- Джон Казале — американський актор кіно та театру